# 暴れん坊天狗
『暴れん坊天狗』（あばれんぼうてんぐ）は、ライブプランニングが開発しメルダックより1990年12月14日に日本で発売されたファミリーコンピュータ用の横スクロール型シューティングゲームである。1991年1月には主人公の天狗の面を落ち武者の生首に変えた『Zombie Nation』がアメリカで発売された。
2021年10月28日には、シティコネクションより日本版とアメリカ版をセットにした移植ソフト『暴れん坊天狗 & ZOMBIE NATION』がPC（Steam）およびNintendo Switch向けに発売された。
本項では、『Zombie Nation』および、『暴れん坊天狗 & ZOMBIE NATION』についても解説する。

## 概要
『源平討魔伝』（1986年）を開発した源平プロの一員でもある中潟憲雄がディレクター兼サウンドコンポーザーとして開発に関わった。開発中のタイトル候補は「キング・デング・ポンチ」だったが、最終的に社長の一存でタイトルが決定した。キャッチコピーは「エキサイテング」。
「邪悪な生命体の攻撃によって滅亡の危機に瀕したアメリカ合衆国を日本から飛来した天狗の面が救う」という奇想天外なコンセプトの元、アメリカの都市を破壊しまくったり、邪悪な生命体の手によって改造された自由の女神や半裸のマッチョ老人、移動する原子力発電所等と戦ったりするゲームである。なお、エンディングはアメリカを称えているようなものになっている。
キャッチコピーにもあるとおり建物などあらゆるものを破壊する爽快感あふれるシューティングを謳っており特殊な世界観を感じさせるグラフィックや秀逸なBGMなど演出面のクオリティは高い。しかし、
- 動きに慣性の付いた独特な操作感
- パワーアップするまでは画面上に一発ずつしかショットを放てない
- プレイヤーキャラ、敵キャラ、弾丸等のサイズが大きくかつ高速なため、攻撃や体当たりを回避する事が非常に困難
- 背景の様に描写されているが、実は触れるだけでライフのほとんどを奪われるというトラップ（レーザー、落雷等）の存在[2]
- 避ける事が困難な速度で前ぶれなく落下して来るトラップの存在
- ボス戦になると、ライフゲージは有効に機能しているにもかかわらず、ライフゲージが表示されなくなる

等の不親切とも捉えられる個性的なゲームシステムのためにゲームをクリアすることは非常に困難である。発売当初はあまり話題を集めず、売上も数万本である。しかし、『ファミコン通信』で「変なゲーム」として紹介されカルトな人気を集めた。また後年、書籍やウェブサイトなどでバカゲー・クソゲーとして紹介される事が多くなり結果として知名度を飛躍させた。

## ゲーム内容

### システム
十字ボタンで自機である天狗の面を上下左右に動かす。十字ボタンを押し続けると加速度のついた移動をするため、「独特の慣性がある」とも例えられる。難易度をHARDにするとより顕著になる。Bボタンで通常ショットを発射する。対空攻撃と対地攻撃を同時に行う。放つのは目玉と唾、もしくは痰。Aボタンは、最高段階までパワーアップした状態で、一回だけ画面中の敵を全滅させるために使用。
コンティニュー回数は有限で、初期状態で6回。ラウンドをクリアすると1回増える。最高9回まで。

### パワーアップ・ライフ
パワーアップとライフ回復は独立したシステムである。
パワーアップ
このゲームでの唯一のパワーアップアイテムは「HELP」と叫びながら落下してくる人間である。これに触れると5人ごとにショットが強化される。5人で2連射、10人で3連射、さらに15人で全滅ボムアイテムの補給となり、それぞれ画面右下の2、3、星マークが点灯する。また、画面右下の人が旗に向かって走っている図はパワーアップまであと何人かという状態を示す。
ライフゲージ
画面左下に表示されている8つの天狗の顔がライフを表している。ただし1つにつき弾1発というわけではなく、敵の攻撃力も不明瞭なため正確な耐久力はわからない。
スコア10000点ごとに回復する。説明書によると、10000点で2目盛り、50000点で3目盛りなど、点数をより多くとればより多くのライフが回復するようだが、上記の天狗の顔ライフゲージでは1つずつ回復しているようにしか見えない。目盛り=顔というわけではないようである。
基本的に1〜2発の敵弾ではライフゲージが減らない。ただし、ラウンド1〜3に登場するレーザー・落雷・煤煙に衝突すると無条件でライフゲージが残り1つになる。ライフが1になった後に上記の障害物に衝突しても即死することはない。
ボス戦ではライフゲージが表示されない。

### 『暴れん坊天狗 & ZOMBIE NATION』の内容
『暴れん坊天狗 & ZOMBIE NATION』では、オリジナル版である『暴れん坊天狗』と海外版である『ZOMBIE NATION』が収録されている。
『暴れん坊天狗』には初心者向けに巻き戻しが可能な「ぺ天狗モード」と従来の「エキサイテングモード」が、『ZOMBIE NATION』には同様の「ゾンビモード」と「サムライモード」がそれぞれ用意されており、2つのモードを切り替えながら遊ぶことができる。実績やギャラリーモードも実装されている。

## 設定

### ストーリー
暴れん坊天狗
199X年のアメリカに正体不明の惑星が接近していた。それは接近するにつれ、邪悪な生命体となりアメリカ本土の全てを覆いつくそうとしていた。生命体の影響により、人々は皆亡者と化し、心を失っていき、心の残った人間は捕らわれの身となり監視されていた。わずかに心の残った人間たちの自由を願う祈りは、海を越えて平和の守護神である大和の国の天狗に届いた。天狗は己の霊力によって大天狗の面を作り出し、自由と平和を取り返すため、それをアメリカ本土へと向かわせた。天狗の面が向かった先には、制御不能となった軍隊や、ダークシードの影響により発生したモンスターたちが待ち構えていた。
Zombie Nation
1999年、ネバダ州の砂漠に隕石が落下する。隕石の正体はダルクシードというエイリアンであり、それは磁力光線を発することで国民をゾンビ化させ、巨大な像や伝説の侍の刀・修羅をはじめとする数多の兵器を操ることができた。侍の大将・ナマクビは、修羅を取り戻すべく渡米する。

### ステージ構成
ラウンド1〜4はどこからでも開始できる。ラウンド4クリア後はラウンド1となる。全てのラウンドをクリアするとラウンド5（最終面）である。
ラウンド1
前半・後半ともにニューヨークのビル街が舞台となっており、後半から画面左端にいると電撃に追い詰められてしまう場面が登場する。
ボスは自由の女神モドキ。顔からは弾を撃ち、さらには手に持ったたいまつで火炎攻撃もしてくる。アメリカではデザインがメドゥーサに変更されている。
ラウンド2
マップ画面ではテキサス州あたりだがグランドキャニオンが舞台。落雷が多いが下の山を壊せば避けられるところも多い。後半は滝を舞台としている。自機の色違いである敵「ぺ天狗」も登場。
ボスは伝説の巨人ポール・バニアン。斧を持った筋骨隆々の男。体当たり攻撃と斧攻撃を仕掛けてくるが、どちらも当たると即死するほど攻撃力が高い。
ラウンド3
アメリカ西部の軍事工場が舞台。前半は今までのレーザーに代わって工場からの煤煙が登場。レーザーより太く、発射間隔も短い。後半は工場の内部に入る。壊せない壁に阻まれ、強制スクロールに潰される可能性がある部分が出てくる。
ボスは移動原子力発電所。数画面に及ぶ巨大な移動要塞で、最深部のコアに攻撃を加えれば破壊できる。コアにたどり着くまでは通常の敵やレーザーも登場する。
ラウンド4
アメリカ北部の洞窟が舞台。前後半に分かれていない唯一のラウンドで、他のラウンドにあったレーザー攻撃に当たるものもない。有機的な敵が多く登場し、攻撃力も高い。
ボスは金星ヘビ。動く小さな頭が4つあり、倒すと触れると即死する障害物になる。弾をかなり多量に吐いて攻撃してくるので処理落ちしやすい。
ラウンド5
最終ボスであるエイリアン・イーバとの対決を描いたラウンド。その姿はグレイそのもの。本体は動かないが、周りを高速で回転する水晶に当たると即死となる。

## 裏技関連
特定画面かつ特定のキー操作をすることで、サウンドテストモードや、エディットモード等が利用できる。
そのほかにもいくつかの隠しコマンドが仕込まれている。

## 開発
ストーリーや企画はナムコのアクションゲーム『超絶倫人ベラボーマン』（1988年）の敵キャラ・ベンジャミン大久保彦左衛門のモデルにもなった大久保高嶺によるものである。
当時中潟の元にヘヴィメタルバンドをやっていたアルバイトの大久保がおり、当初は音楽のみ製作させていたが、そのうちに「絵を描きたい、企画もやりたい」と言いだし、書いてきた企画書が本作のプロットとなったという。大久保が書いてきた元々のストーリーは、平将門の首塚から飛び出した落ち武者の生首がアメリカに復讐するという設定であり、エンディングに平家の氏神である厳島神社が登場するのはその名残とみられる。中潟はこの企画は通らないと思っていたが、当時の社長がこの企画を気に入り、任天堂に企画を提出する事となった。しかし、当時の任天堂やNintendo of Americaから許可が下りず、『絶対的な権力を持つ天狗＝任天堂が暴れている』という皮肉を込めて自機は天狗の面となった。その後アメリカ版発売の際には、自機が落武者の生首に戻ったが、自由の女神のグラフィックなどは変更されている。
この作品に関し、中潟は「普通だったら、どこかでストップがかかりますよ、この企画は。社長が気に入っていたから実現したようなもので。『暴れん坊天狗』というタイトルも、社長自らが命名したものだし」と語っている。また、発売後の反響に関しては、「全然パッとしなかったですね。販売的にも数万本といったところでした。5,6年経ってから、急にクローズアップされたんじゃないかな」と語っている。
他に、「とにかく、企画してる本人（大久保）がマジですからね。狙ってやってないんだから。（中略）他の狙ってるゲームに比べて、『天狗』は狂気の度合いが高すぎます。もうあんな作品は二度とできないでしょうね」と語っている。

## 音楽
本作が開発された当時、PCM音源がファミリーコンピュータの拡張音源として使えるようになり、本作の楽曲をPCM音源だけで作るという試みが行われた。
この理由について中潟は、他ではしていなかったことをやりたかったと、2017年のインタビューの中で明らかにしている。
サウンドトラックは、本作の発売から23年後の2013年6月22日に、『暴れん坊天狗音楽集-Rom Cassette Disc In MELDAC-』 という題名でクラリスディスクより正式に発売された。作曲者である大久保高嶺へのインタビューを収録している。また、他にメルダックより発売されたゲームソフトである『天神怪戦』（1990年）、『読本 夢五誉身 -天神怪戦2-（1992年）』、『平安京エイリアン』（1990年）の3本のサウンドトラックを収録している。
『暴れん坊天狗 & ZOMBIE NATION』の発売を記念し、作品内の楽曲を生演奏するイベント「エキサイテング Premium Live」が渋谷 CLUB ROSSOで2021年11月26日に開催された。中潟憲雄もキーボードで参加している。

## スタッフ
- エグゼクティブ・プロデューサー：伊藤勇、小林昭雄
- プロデューサー：河副純一郎
- ディレクター：中潟憲雄
- ゲーム・デザイン：大久保高嶺
- グラフィック・デザイン：吉羽孝雄、おがわしんいち
- サウンド・クリエイター：中潟憲雄、大久保高嶺
- スペシャル・サンクス：瓜生夏樹、いざわひろあき、岡野聡、あかひらひろし
- プログラム・デザイン：平松邦仁

## 評価
- ゲーム誌『ファミコン通信』の「クロスレビュー」では、6・6・6・8の合計26点（満40点）になっている[9][15]。レビュアーの意見としては、「こんなクレイジーな感覚のゲームはひさしぶり」、「殺伐として、世紀末を感じさせる」などと評されている[15]。
- ゲーム誌『ファミリーコンピュータMagazine』の読者投票による「ゲーム通信簿」での評価は以下の通り18.74点（満30点）となっている[1]。また、同雑誌1991年5月10日号特別付録の「ファミコンロムカセット オールカタログ」では「憂さ晴らしには最適なソフト」、「自機が何と天狗の面という妙ちくりんなシューティングゲーム。（中略）とにかく破壊しまくるという痛快な1本」であると紹介されている[1]。

| 項目 | キャラクタ | 音楽 | お買得度 | 操作性 | 熱中度 | オリジナリティ | 総合  |
| 得点 | 3.11       | 3.07 | 2.87     | 2.93   | 3.22   | 3.54           | 18.74 |

- ゲーム本『仰天B級ゲームの逆襲』（1998年、二見書房）では下記の評価を下しており、「なぜメインキャラが『天狗』なのか、なぜ巨大な天狗の面がニューヨークで大暴れしなければならないのか、なぜ全身ではなく、面だけなのか。そもそも企画の段階でどういうプレゼンをすれば、この企画が通るのかっていうのが最大のナゾ」と評している[12]。

| 項目 | イマウケ度 | カルト度 | グラフィック | オリジナリティー | ハラダチ度 | インパクト |
| 得点 | 星5 / 5    | 星5 / 5  | 星4 / 5      | 星5 / 5          | 星2 / 5    | 星5 / 5    |

- ゲーム本『悪趣味ゲーム紀行』（1999年、マイクロデザイン出版局）では、「このゲームは『奇ゲー』のパイオニアと呼ぶにふさわしい、これはもう日本が生んだゲームのひとつの頂点です。（中略）自機の攻撃方法なんか、ショットが目玉で対地が唾液です。シチュエーションがこれだけ異常だと、ここまで物凄いインパクトになるのでしょうか。（中略）音楽のセンスもかなり変ですが、天狗に虐殺されるザコ敵の亡者の『ギャー』という断末魔の叫びがやけに良く出来ているのがこのゲームの特徴を表していると思います」と評している[13]。
- ゲーム誌『ユーゲー』では、「デカキャラが処理落ちもせずに画面狭しと破壊行為を繰り出すそのさまは、さすが元『源平討魔伝』のチーム、とうならせるほどの説得力があります」と評している[14]。
- その由来は定かでは無いが、クソゲーという言葉を生み出したとされるイラストレーターのみうらじゅんの天狗グッズコレクションにも入っており、「国宝みうらじゅんのいやげもの展」でも並み居る珍コレクションの中で好ポジションを陣取り堂々と全国を行脚し、川崎市市民ミュージアムで史上2番目の動員を記録した「MJ's FES みうらじゅんフェス！マイブームの全貌展 SINCE 1958」でも展示されていた。